# Morten Nielsen
Morten Nielsen (ur. 18 września 1980 w Friborg-Humlebaek) – duński wioślarz, reprezentant Danii w wioślarskiej dwójce bez sternika podczas Letnich Igrzysk Olimpijskich w Pekinie.

## Osiągnięcia
- Mistrzostwa Świata – Mediolan 2003 – ósemka – 15. miejsce[2].
- Mistrzostwa Świata – Gifu 2005 – czwórka bez sternika – 4. miejsce[1][2].
- Mistrzostwa Świata – Monachium 2007 – dwójka bez sternika – 11. miejsce[1][2].
- Igrzyska Olimpijskie – Pekin 2008 – dwójka bez sternika – 10. miejsce[1][2].